# Argentina ai Giochi della XIX Olimpiade
L'Argentina partecipò alle Giochi della XIX Olimpiade, svoltesi a Città del Messico dal 12 al 27 ottobre 1968, con una delegazione di 89 atleti impegnati in 12 discipline. Portabandiera alla cerimonia di apertura fu Carlos Moratorio, vincitore dell'unica medaglia olimpica per il suo paese ai Giochi di Tokyo 1964.
Il bottino della squadra fu di due medaglie di bronzo: una nel canottaggio, l'altra nel pugilato.

## Medagliere

### Per discipline
| Sport       | Oro | Argento | Bronzo | Totale |
| ----------- | --- | ------- | ------ | ------ |
| Canottaggio | 0   | 0       | 1      | 1      |
| Pugilato    | 0   | 0       | 1      | 1      |
| Totale      | 0   | 0       | 2      | 2      |

### Medaglie
| Medaglia | Atleta          | Sport       | Evento           |
| -------- | --------------- | ----------- | ---------------- |
| Bronzo   | Alberto Demiddi | Canottaggio | Singolo maschile |
| Bronzo   | Mario Guilloti  | Pugilato    | Pesi welter      |